# 버밍엄 대학교
버밍엄 대학교(University of Birmingham)는 영국 제 2의 도시인 버밍엄 Edgbaston에 위치한 공립 종합 대학이다. 1900년 Queen's College, Birmingham (1825년 설립된 버밍엄 의과 외과 대학 Birmingham School of Medicine and Surgery)과 Mason Science College (1875년 Josiah Maso 경에 의해 설립 됨)의 후신으로 1900년 영국 왕실 헌장을 받아 설립되었다. 붉은 벽돌 대학 중 최초로 왕실 헌장을 받았다. 영국 연구 대학들의 모임인 러셀 그룹 (Russell Group)과 국제 대학 연구 네트워크 (Universitas 21)의 창립 멤버이다.
버밍엄 대학은 2019년에 QS 세계 대학 순위에서 영국에서 14 위, 세계에서 79 위를 차지했다. 2013년 버밍엄은 타임즈 고등 교육 상 (Times Higher Education Awards)에서 '2014년의 대학 '으로 선정되었다. 2017년 Global Employability University Ranking은 버밍엄을 전세계 142 위, 영국 10 위를 차지했다. 버밍엄대는 또한 The Times와 The Sunday Times Good University Guide 2018에서 대학원 유망 후보로 영국에서 5위를 차지했다.
학생 수는 22,440 명의 학부생과 12,395 명의 대학원 학생으로 구성되어 있으며, 영국에서 4번째(총 167개 대학 중)로 큰 규모이다. 대학의 2016-17년 연간 수입은 6억 3,560만 파운드였으며 이중 연구 비 수입은 1억 2400만 파운드였고, 5억 9,730만 파운드가 지출되었다.
버밍엄 대학은 Barber Institute of Fine Arts를 소유하고 있으며, 반 고흐 (Van Gogh), 피카소 (Picasso), 모네 (Monet) 등의 작품을 소장하고 있다. 셰익스피어 연구소; Mingana Collection of Middle Eastern manuscripts을 보유한 Cadbury Research Library; Lapworth 지질학 박물관이 위치해 있다. 또한 버밍엄 도시의 눈에 띄는 랜드 마크인 Joseph Chamberlain Memorial Clock Tower가 있다. 이 대학 출신의 유명 학자들과 졸업생 중에는 영국 총리인 Neville Chamberlain (영국 제 60대 총리)과 Stanley Baldwin (영국 제 55, 57, 59대 총리), 영국의 유명 작곡가 Sir Edward Elgar와 11명의 노벨상 수상자가 있다.

## 캠퍼스
메인캠퍼스는 버밍엄시 중심에서 약 3마일 남서쪽으로 떨어진 에지바스턴에 위치한다. '올드 조'라는 애칭으로 알려져 있는 체임벌린 기념 시계탑(세계 최대 시계탑, 버밍엄시장, 국회의원을 역임한 조셉 체임벌린이 버밍엄 대학교를 설립한 것에 유래)를 중심으로 정비된 아름다운 캠퍼스이다. 메인 캠퍼스 이외에도 버밍엄 교외에 샐리옥 캠퍼스(Sally Oak Campus), 아이언브리지 협곡 박물관 트러스트(Ironbridge Gorge Museum Trust)와 제휴하여 설립된 아이언브리지 연구소(Ironbridge International Institute for Cultural Heritage 보관됨 2023-02-02 - 웨이백 머신), 스트랫퍼드 어폰 에본(Stratford Upon Avon)에 셰익스피어 연구소(Shakespeare Institute)가 있다.

## 같이 보기
- 영국의 대학 목록